# Bensår

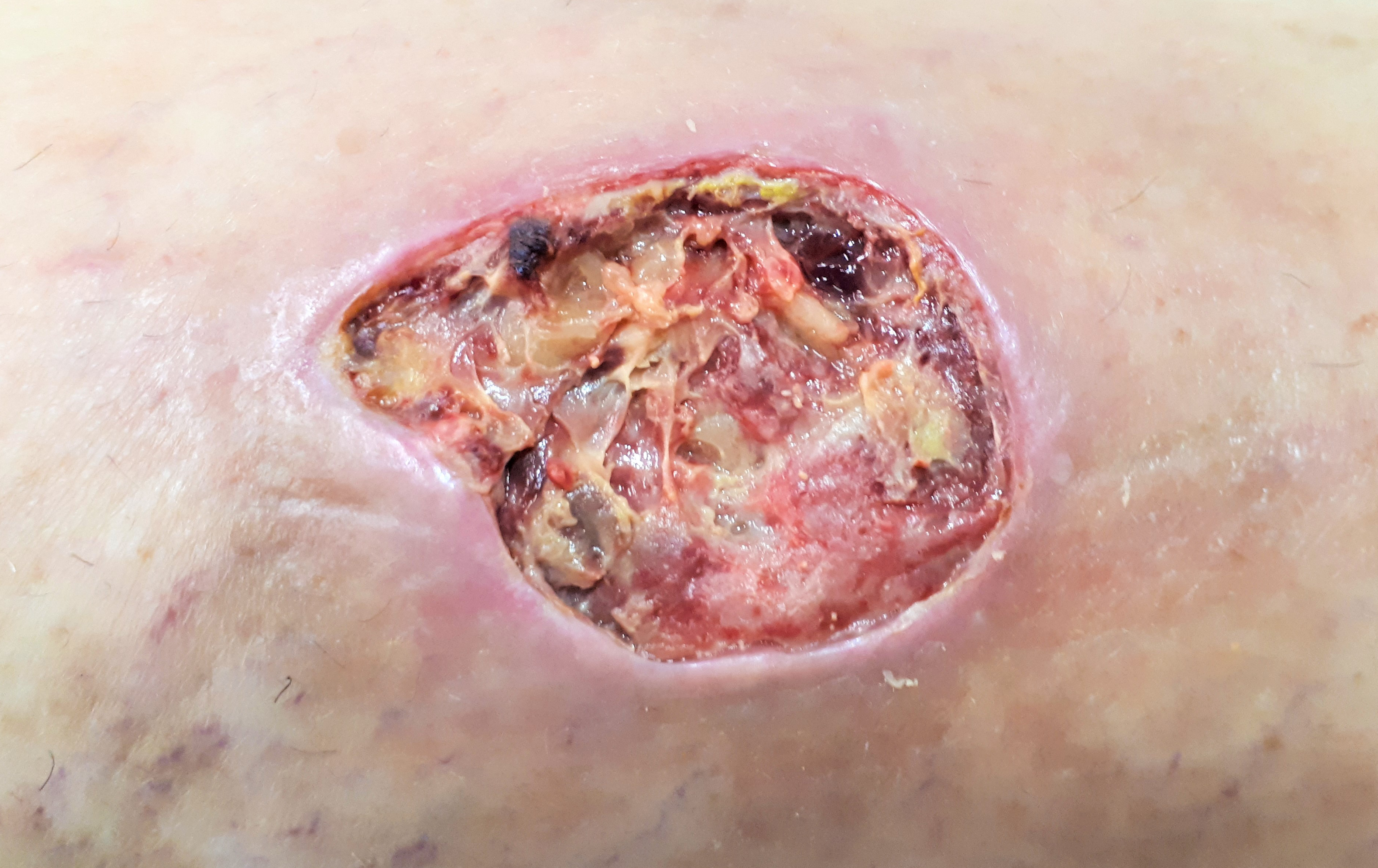
Bensår (45 x 30 mm).

Bensår är svårläkta sår på underbenet. De definieras som kroniska om de inte har läkt inom sex veckor.

## Olika typer
Det finns flera olika typer av bensår. Den vanligaste orsaken är att blodcirkulationen i benen inte fungerar som den ska, till exempel på grund av åderbråck.
Typer av bensår: 
- Venösa. Beror på dålig cirkulation i klaffarna i benens blodådror till följd av åderbråck eller venös insufficiens (lipodermatoskleros), blodproppar eller hög ålder. Det uppstår ofta blodstockning, svullnad, eksem och efter hand sårbildning.
- Arteriella. Orsakas av dåligt flöde i benens pulsådror, beroende på åderförfettning i blodkärlen.
- Blandsår. Uppstår som en följd av sjukdomar både i vener och i artärer.
- Diabetessår. Beror på försämrad funktion i nervtrådarna i benen och fötterna.
- Övriga sår. Uppkommer på grund av inflammatorisk sjukdom, hudtumörer, läkemedelsreaktioner eller mekanisk skada på benet.

## Vanligt problem
Bensår är ett vanligt problem som ökar med stigande ålder, och med annan sjuklighet som påverkar allmäntillståndet. Cirka 2 procent av befolkningen drabbas någon gång i livet.

## Behandling
För rätt behandling är det viktigt att klargöra orsaken till att ett bensår uppstått. Ett stort problem är att bensår alltför ofta hanteras som en sjukdom, när det i själva verket rör sig om ett symtom som kan finnas vid många olika sjukdomar.
Insatserna stannar ofta enbart vid lokalbehandling av såret, trots att det många gånger krävs en kombination av lokalbehandling och behandling av bakomliggande orsak för att nå ett långsiktigt gott resultat. Åtgärder från flera medicinska specialistområden kan vara nödvändiga för optimal sårläkning.
Operation av åderbråck (utvidgade vener; uppstår många gånger vid så kallad venös insufficiens) kan minska återfall av venösa bensår bättre än kompressionsbehandling med lindning eller särskilda strumpor, som annars är helt avgörande för läkningen. Personer med åderbråck bör tidigt erbjudas utredning med ultraljudsundersökning och efter det eventuellt operation.
För att avgöra vilken behandling som hjälper bäst vid bensår behövs mer forskning av god kvalitet för många åtgärder, enligt en genomgång av den samlade forskningen som Statens beredning för medicinsk utvärdering, SBU, har gjort. I olika delar av landet är det stora variationer i hur bensår behandlas och handläggs.

## Förebygga bensår
Bensvullnad är den överlägset vanligaste faktorn som försvårar läkning av bensår. Därför är kompressionsbehandling en viktig förebyggande åtgärd för att förhindra bensår vid bensvullnad eller konstaterat åderbråck. Efter läkning av ett venöst bensår är det viktigt med fortsatt livslång kompressionsbehandling. Det är vanligt att bensår återkommer efter att det läkt.
Rökning, stillasittande, kraftig övervikt och nutritionsstörningar är livsstilsorsaker som kan medverka till uppkomst av svårläkta bensår. Rådgivning med en genomgång av livsstilen och stöd till bland annat rökavvänjning och fysisk aktivitet är viktigt vid alla typer av bensår.
Höga blodfetter, högt blodtryck, ärftlighet och sjukdomar som till exempel diabetes är andra välkända riskfaktorer. Medicinering kan vara aktuellt, till exempel med blodfettssänkande eller blodproppshämmande läkemedel.

## Konsekvenser
Bensår är ett stort problem särskilt hos äldre personer. Såren orsakar smärta, inskränker fysisk aktivitet och leder till isolering och ökat vårdberoende. För hälso- och sjukvården är kostnaderna för behandling av bensår betydande. I Sverige har kostnaderna uppskattats till 2 miljarder kronor per år, vilket motsvarar cirka 1 procent av den totala kostnaden för hälso- och sjukvård.